# Joachim Illmer
Joachim Illmer (* 29. Juni 1909 in Ballenstedt; † 2005) war ein deutscher Jurist, Organisator von Werwolf-Gruppen, Gestapobeamter, SS-Führer, Chef der Gestapo in Dortmund und Kommandeur der Sicherheitspolizei und des Sicherheitsdienstes (KdS) im besetzten Radom.

## Vor dem Zweiten Weltkrieg
Joachim Illmer wuchs im Harz auf, besuchte dort die Schule und war zu jener Zeit auch im Deutschnationalen Jugendbund aktiv. Nach dem Abitur begann er ein Studium der Rechtswissenschaften und schloss sich während dieser Zeit dem NS-Studentenbund an. Zum 1. Mai 1933 trat er der NSDAP bei (Mitgliedsnummer 2.260.806) und schloss sich auch der SS an (SS-Nummer 198.470). Spätestens Mitte der 1930er Jahre arbeitete er für die Geheime Staatspolizei. Er war 1936 als Gestapobeamter in Dortmund beim Sicherheitsdienst der NSDAP gelistet. Im November 1938 Jahres wurde er zum SS-Hauptsturmführer befördert und zum Kriminalrat ernannt. Ein Jahr später erhielt er eine Kommandierung ins Protektorat Böhmen und Mähren nach Prag und wurde dort stellvertretender Leiter der mit der deutschen Besetzung der Tschechoslowakei neu eingerichteten Gestapoleitstelle. Hier wurde SS-Standartenführer Walter Stahlecker als Befehlshaber der Sicherheitspolizei und des Sicherheitsdienstes (BdS) sein Vorgesetzter.

## Im Zweiten Weltkrieg
Kurz nach Beginn des Zweiten Weltkrieges erhielt Illmer im November 1939 seine Beförderung zum SS-Sturmbannführer und die Ernennung zum Regierungsrat. Nach vier Jahren Amtszeit wechselte er nach Dortmund. Als Chef der dortigen Gestapoleitstelle war er direkt in die Verfolgung, Inhaftierung und Deportation der jüdischen Bewohner einbezogen. Allein im Jahr 1943 ließ er aus Dortmund 177 Juden in die Vernichtungslager deportieren. In seiner Zuständigkeit lag auch eine groß angelegte Aktion zur Deportation von 1500 Juden aus Berlin, Bielefeld, Dortmund und Trier, die am 1. März 1943 Dortmund als Zwischenstation zum Ziel hatte. Am 26. Februar 1943 hatte Illmer die zur Absicherung der Aktion eingeteilten Sicherungs- und Polizeikräfte eingewiesen, wobei auch die Bürgermeister von Iserlohn, Lüdenscheid und Lünen teilnahmen. Alle in Dortmund und der näheren Umgebung wohnhaften Juden erhielten unmittelbar darauf ein Schreiben folgenden Inhalts: „Sie haben sich zwecks Prüfung ihrer Arbeitspapiere am 1. März vormittags um 9 Uhr am Schlachthof, Dortmund zu melden“. Wie sich dann am 1. März tatsächlich herausstellte, war das eine Finte. Denn sie wurden umgehend in die bereitstehenden Waggons verladen und abtransportiert. Diesen Posten in Dortmund hatte er bis Herbst 1943 inne.
Zum Oktober 1943 erhielt Illmer eine Kommandierung nach Radom im deutsch besetzten Polen. Dort löste er den Kommandeur der Sicherheitspolizei und des Sicherheitsdienstes (KdS), SS-Hauptsturmführer Fritz Liphardt ab. Einen Monat danach wurde Illmer zum SS-Obersturmbannführer befördert und zum Oberregierungsrat ernannt. Der von ihm befehligte Stab umfasste die in diesem Raum eingesetzten Sicherheits- und Polizeikräfte, die sich aus Kriminalbeamten, Gestapopersonal, Mitarbeitern des Sicherheitsdienstes und Kräften der Ordnungspolizei zusammensetzten. Sie waren nach dem Muster des Reichssicherheitshauptamtes strukturiert. Sie sollten die „potentiellen Gegner“ im Gebiet um Radom mit nachrichtendienstlichen, kriminalpolizeilichen, staatspolizeilichen, standrechtlichen und ordnungspolizeilichen Mitteln aufspüren und bekämpfen. Unter diesen als „Feinde des Reiches“ angesehenen, oder als solche eingestuften Personen befanden sich Kriminelle und vorgebliche Widerstandskräfte, Kommunisten, polnische Staatsangehörige sowie Sozialdemokraten, genauso wie Juden, Romas und Menschen mit schweren Krankheiten sowie Behinderungen. Der Befehlsweg lief direkt über das Reichssicherheitshauptamt oder auch über den Reichsführer der SS, Heinrich Himmler. Dieser Einsatz dauerte für Illmer bis zum 17. Januar 1945. Bevor er sich von dort absetzte, organisierte er noch "Werwolf"-Gruppen, die nach dem Überrollen durch die Front im Sinne des NS-Regimes aktiv werden sollten.

## Leben in der BRD
Nach dem Krieg kehrte Illmer in den Raum um das Ruhrgebiet zurück. Wegen seiner Beteiligung an Verbrechen im Zweiten Weltkrieg wurde er nie zur Rechenschaft gezogen. Während eines Ermittlungsverfahrens erklärte er auf Anfrage, in diesen Jahren nie etwas von dem Ziel und der nach den erfolgten Deportationen vorgenommenen Vernichtung der Menschen gewusst zu haben. In den 1990er Jahren lebte er in Düsseldorf. Dann verlieren sich seine Spuren.